# Předklášteří
Předklášteří (en allemand : Vorkloster) est une commune du district de Brno-Campagne, dans la région de Moravie-du-Sud, en République tchèque. Sa population s'élevait à 1 408 habitants en 2020.

## Géographie
Předklášteří se trouve à 2 km à l'ouest de Tišnov, à 23 km au nord-ouest de Brno et à 163 km au sud-est de Prague.
La commune est limitée par Štěpánovice au nord, par Lomnička et Tišnov à l'est, par Březina (Tišnov) au sud, et par Vohančice, Nelepeč-Žernůvka et Dolní Loučky à l'ouest.

## Histoire
La première mention écrite de la localité date de 1233.